# Young British Artists
Young British Artists (Joves artistes britànics, en anglès) o YBAs és un grup d'artistes contemporanis del Regne Unit, provinents la majoria del Goldsmith college of arts de Londres. L'expressió «Young British Artist» procedeix d'una sèrie d'exposicions amb aquest nom, organitzades en la galeria Saatchi per Charles Saatchi a partir de 1992, que va llançar a aquests artistes a la fama. Van destacar per la seva «tàctica de xoc», l'ús de materials inusuals i d'animals. Van obtenir una àmplia cobertura en els mitjans de comunicació i van dominar l'art britànic durant els anys noranta del segle xx. Fins i tot la tradicional Royal Academy of Art va dedicar una exposició als YBA's el 1997.
YBA s'ha convertit en una expressió històrica, encara que la majoria d'aquests artistes rondin avui la cinquantena. L'artista més emblemàtic i conegut del grup és Damien Hirst.

## Artistes destacats
- Steven Adamson
- Fiona Banner
- Christine Borland
- Angela Bulloch
- Simon Callery
- Jake and Dinos Chapman
- Michael Craig-Martin
- Mat Collishaw
- Ian Davenport
- Tacita Dean
- Tracey Emin
- Angus Fairhurst
- Anya Gallaccio
- Liam Gillick
- Marcus Harvey
- Damien Hirst
- Gary Hume
- Michael Landy
- Abigail Lane
- Steve McQueen
- Lala Meredith-Vula
- Chris Ofili
- Sarah Lucas
- Martin Maloney
- Stephen Park
- Cornelia Parker
- Richard Patterson
- Simon Patterson
- Marc Quinn
- Fiona Rae
- Jenny Saville
- Georgina Starr
- Sam Taylor-Wood
- Gavin Turk
- Gillian Wearing
- Mark Wallinger
- Rachel Whiteread
- The Wilson Sisters